# Dimorfism

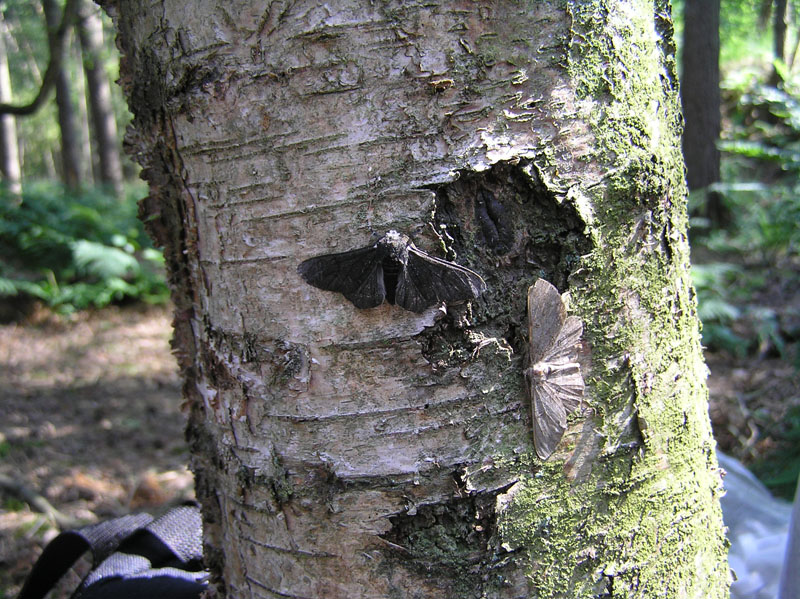
Björkmätare, ljus och mörk form.

Dimorfism är fenomenet när det förekommer två distinkta varianter, morfer, av utseende eller organ hos samma population i en art. Dimorfism är likt polymorfism men omfattar endast arter med två olika morfer. Dessa varianter är genetiskt bestämda. För att en art ska räknas som dimorf måste minoritetsvarianten utgöra minst 1% av populationen. Arter som är dimorfa i en population brukar typiskt även vara dimorfa i andra.

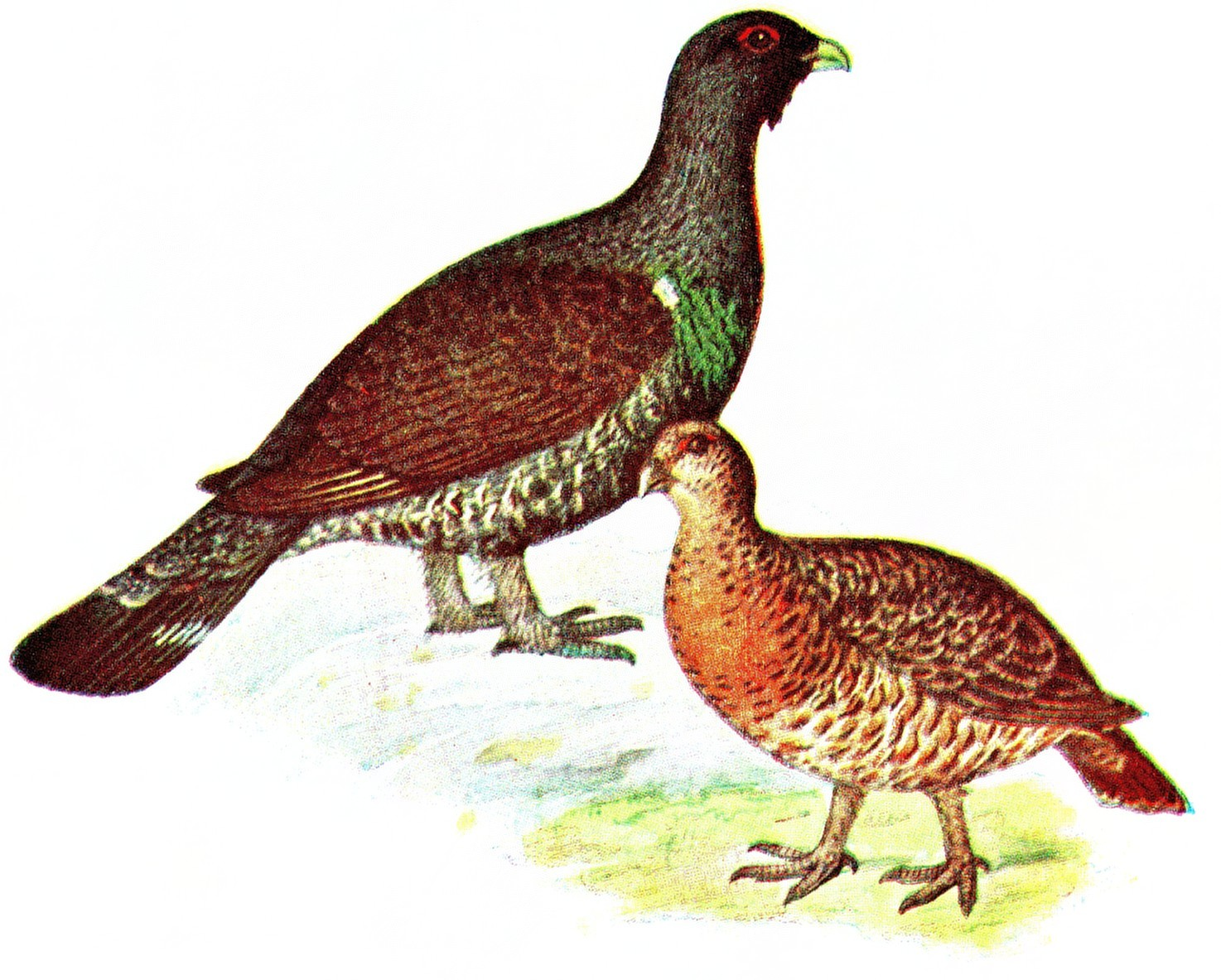
Illustration av tjädertupp och tjäderhöna som skiljer sig både i storlek och utseende. Bild tagen från Iduns kokbok.

Leopard, fjällräv, dvärgörn och björkmätare är arter som finns med två färg- och mönsterteckningar. 
Hos växter finns många exempel på dimorfism. Exempelvis har en del arter, däribland murgröna, olika bladform på blommande skott och på övriga skott.

## Könsdimorfism
Könsdimorfism är när individer inom samma art och population uppvisar olika utseende, storlek och organ beroende på deras kön. Handjur och hondjur av samma djurart kan exempelvis ha olika storlek, färg, utseende, läten och/eller karaktär. Som ett resultat av konkurrens om parningsklara honor har hanar i vissa arter, främst däggdjursarter, utvecklat en större kroppsstorlek. Ett extremfall där detta har skett är hos en ciklidart i Tanganyikasjön, där hanarna i genomsnitt väger 12 gånger så mycket som honorna i samma art. Motsatsen gäller ofta hos insekter, där honan i de flesta fall är större än hanen. Ett exempel på detta är Osmia rufa där honan är större än hanen. Hanarna brukar vara runt 8–10 mm i längd och honorna runt 10–12 mm.
Nässeldjur har generationsväxling mellan en könlös och en könlig variant. Båda generationerna har olika kroppsformer, alltså uppvisar de könsdimorfism.

## Årsbunden dimorfism

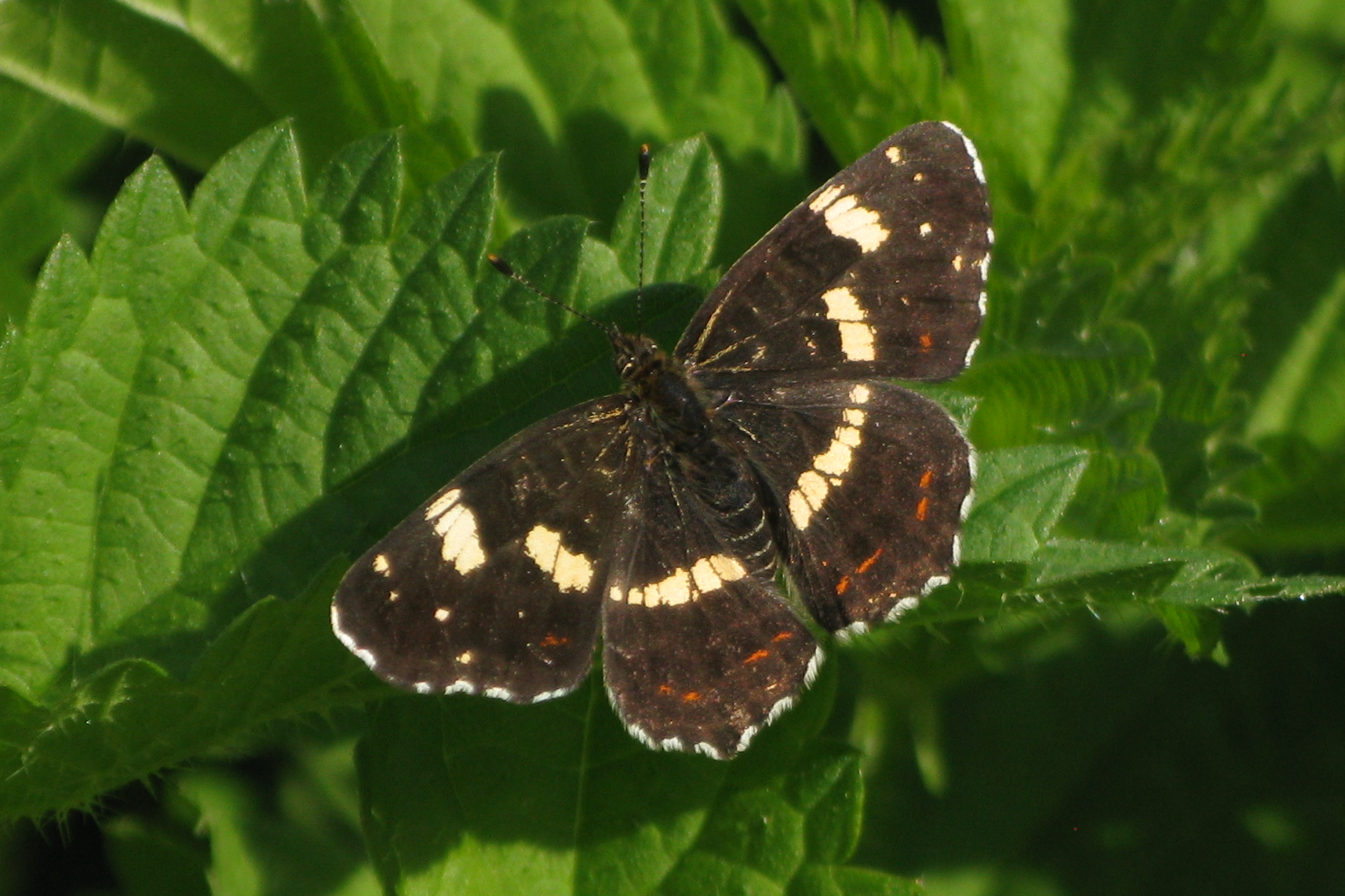
Kartjäril, Araschnia levana f. prorsa (sommar)

Årsbunden dimorfism är när olika utseenden förekommer hos en art beroende på årstiden, exempelvis olika vinter- och sommardräkter. Parningsdräkt respektive "vanlig dräkt" är ett annat exempel på detta. Kartfjärilen uppträder i två generationer med två distinkta utseenden, en vårgeneration i april-juni samt en sommargeneration i juli-augusti. I sin vårgeneration får fjärilens vingar ett oranget mönster med svarta prickar och i sin sommargeneration får vingarna ett svart mönster med vita markeringar. Ett flertal däggdjur får en helvit vinterdräkt. Några exempel på dessa är vissa underarter av polarhare (Lepus arcticus), vessla (Mustela nivalis), ren (Rangifer tarandus pearyi) samt fjällräv (Vulpes lagopus)

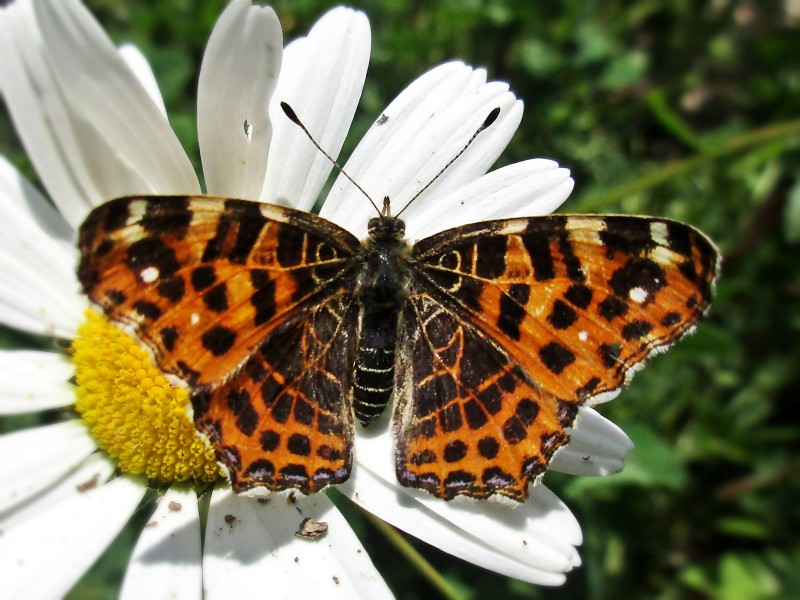
Kartfjäril, Araschnia levana f. levana (vår)

## Fronddimorfism
Fronddimorfism är skillnaden i utseende mellan fertila löv (sporofyler) och sterila löv (trofofyler) hos vissa ormbunksväxter. Till skillnad från blomväxter bär ormbunkar sina sporer på bladen, vilket kan påverka bladens form. Hos vissa arter av ormbunksväxter är skillnaden mellan sporofyler och trofofyler väldigt liten och då anses de vara submorfa, men hos andra är skillnaden större och de anses vara dimorfa. Hos arter som är dimorfa är sporofylernas area betydligt mindre än trofofylernas, och de täcks för det mesta av sorus. Dessutom är sorofylerna oftast mer upprätta och robusta hos dessa arter. Endast ormunkar som producerar två distinkt olika variationer av löv kan klassas som dimorfa.

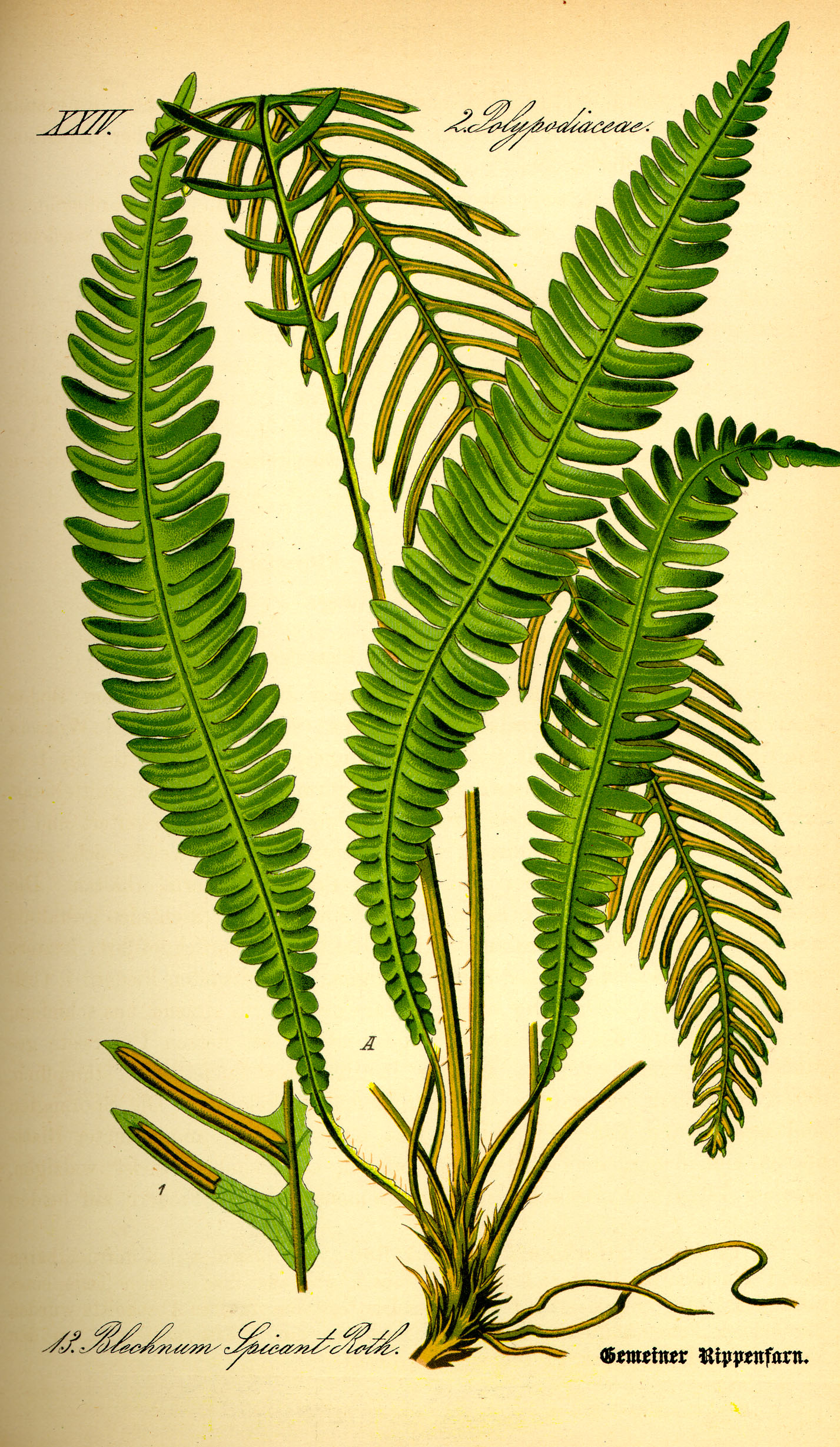
Sporofyler och trofofyler med olika utseende hos kambräken (Blechnum Spicant)

## Kärndimorfism
Kärndimorfism är en benämning som hänvisar till egenskapen hos celler att ha två olika typer av cellkärnor i en cell. Denna egenskap kan observeras i protozoiska ciliater och vissa foraminiferer. Ciliater har två cellkärnor: en makronukleus som kontrollerar metabolismen, och en mikronukleus som används för reproduktion samt att generera makronukleus.

## Andra sorters dimorfism
- Fenotypisk Dimorfism - Byte mellan två olika celltyper.

- Dimorfiskt rotsystem - När en växt har två distinkta former av sitt rotsystem. Dessa former är anpassade för att utföra olika funktioner.